# テトラピロール
テトラピロール (tetrapyrrole) は、4個のピロール環を含む化合物群である。コリン(corrin)を除き、ピロール環どうしはメチレン架橋で繋がれており（フタロシアニンは窒素で架橋）、環状のものと直鎖状のものがある。
直鎖状のものにはビリルビンなどのビリン類やシアノバクテリアがもつフィコビリンなどが知られる。
環状（テトラピロール環）のものには、4つあるピロール環の不飽和状態によりポルフィリン（全環が不飽和）、クロリン（D環のみ飽和）、バクテリオクロリン（B環、D環が飽和）の3種類に分類されている。これらのテトラピロール構造は金属と安定な錯体を形成する。鉄（Fe）を配したヘム、マグネシウム（Mg）を配したクロロフィルが知られている。
コリンもテトラピロール環であるが、4つのピロール環をつなぐメチレン架橋の1つが、ピロール環どうしの直接結合に置き換わった類似物質だが、やはり錯体を形成し、コバルト（Co）を配したビタミンB12が知られる。これらはいずれも生物の呼吸代謝に関する重要な生理活性を担っている。